# Giovanni Rizza
Giovanni Rizza (Monterosso Almo, 2 febbraio 1923 – Catania, 9 febbraio 2011) è stato un archeologo italiano.

## Biografia
Dopo gli studi liceali a Patti, si iscrisse alla Facoltà di Lettere e Filosofia dell'Università di Palermo, dove conobbe Silvio Ferri, ma, al secondo anno, per motivi familiari, passò all'Università di Catania, dove si laureò nel 1945 con una tesi sul cristianesimo antico, avendo come relatore Emanuele Rapisarda.
L'anno seguente fu nominato assistente incaricato di Guido Libertini, iniziando a lavorare in alcuni cantieri di scavo a Catania, che Libertini aveva in direzione, mentre, nel 1950, divenne assistente ordinario di Paolo Enrico Arias. Nel 1959, conseguì la libera docenza in archeologia e storia dell'arte greca e romana, di cui assunse l'incarico di insegnamento nel 1961, presso la Facoltà di Lettere e Filosofia dell'Università di Catania, conseguendone l'ordinariato nel 1968. Nell'Ateneo di Catania, Rizza eserciterà l'intera carriera accademica, di docente e ricercatore, fino al collocamento a riposo nel 1988, quindi la nomina a professore emerito.

## Attività di studio e di ricerca
La sua iniziale attività di ricerca, dagli anni '40 fino ai primi anni '60, si svolse presso alcuni scavi condotti dalle Soprintendenze ai Beni Culturali delle provincie di Catania (Naxos, Catania, Paternò), di Siracusa (Lentini) e di Enna (Centuripe), riguardanti perlopiù reperti del periodo tardoantico. Si occupò pure di civiltà locali indigene, in particolare della Sikelia. Intorno agli anni '50, partecipò nel contempo a scavi condotti nell'isola di Lemno, in Grecia, in occasione dei quali entrerà, nel 1955, alla Scuola archeologica italiana di Atene sotto la direzione di Doro Levi, con vari incarichi, tra cui quello sul campo dell'Acropoli di Gortina (Creta) relativi alla scultura greca. Le relative monografie di ricerca compilate, gli permetteranno così di conseguire l'ordinariato alla fine degli anni '60. Ancor oggi, i risultati di questi lavori compiuti da Rizza sono un percorso obbligatorio per lo studio della scultura greca (età del ferro) e del periodo cretese in generale.
Dopo l'ordinariato, si orientò a quel periodo incerto della civiltà greca a cavallo fra il miceneo, ed i periodi protogeometrico e geometrico, operando attivamente in tutto il campo della Patèla di Priniàs, dal 1969 al 1979, in prima persona, quindi, coadiuvato da suoi allievi (fra cui Vincenzo La Rosa e Dario Palermo), fino al 2005. Grazie a questi pionieristici scavi e ritrovamenti, fu possibile catalogare e sistemare il ricco materiale repertato, che Rizza seppe ben interpretare criticamente e accuratamente collocare dal punto di vista storico, riuscendo persino a dare chiarimenti, a livello storiografico generale, in merito alle nozioni di frattura e continuità storiche contestualizzate ai periodi della civiltà greca da lui scandagliati. 
Al contempo, Rizza allestì pure degli scavi in Sicilia, nell'agrigentino (Sant'Angelo Muxaro) in particolare, relativamente ai possibili legami fra Sikania e Priniàs, fra Sicilia e Creta, delineati sulle tracce dell'opera dell'artista-scultore Dedalo, uno dei suoi prediletti mitici artieri, ricostruita a partire sia dalla tradizione letteraria che dalla documentazione archeologica man mano acquisita, sulla base di quei principi metodologici di ricerca sempre improntati al positivismo di Paolo Orsi, di cui trasse l'insegnamento indirettamente per il tramite del Libertini.
Rizza si propose, dunque, di porre, al centro del suo programma di ricerca, la ricostruzione e il dipanamento di quel fitto insieme di complesse ed intricate corrispondenze storico-letterarie fra arte greca ed ambiente italico nell'età classica ed ellenistica, ponendo sempre a comparazione e confronto critico, con rigoroso metodo, quanto già noto con le risultanze delle sue ricerche e dei suoi studi effettuati, quasi al contempo, sia in Grecia che in Sicilia, ma non limitatamente ad esse, coinvolgendo pure opportuni territori libici e turchi.
Queste esperienze sul campo, sempre integrate nel relativo insegnamento, furono didatticamente rese disponibili nella sua opera di docente e di direttore dell'Istituto di Archeologia dell'Università di Catania, che Rizza ereditò nel 1961, subentrando ad Arias, nel frattempo trasferitosi all'Università di Pisa. Al contempo, si adoperò per attivare la Scuola di Perfezionamento in Archeologia e Studi sul Dramma Antico di Siracusa, assumendone la direzione nel 1971. Quindi, nel 1962 fondò e diresse la rivista Cronache di Archeologia, nel 1984 il Centro di Studi per l'Archeologia Greca del CNR, con sede a Catania, nel 1998 il Centro di Archeologia Cretese, sempre internamente al CNR di Catania.
Fu Socio Nazionale dell'Accademia Nazionale dei Lincei, cittadino onorario del comune di Haghia Varvara (poi, annesso a quello di Gortina), ed insignito della laurea ad honorem dall'Università di Atene.

## Opere principali
- Paolino da Nola, Centro di Studi di Storia Arte e Letteratura Cristiana Antica, Catania, 1947.
- L'arte in Roma e nelle Province nell'età di Traiano, appunti delle lezioni di archeologia tenute dal prof. Guido Libertini nell'A. A. 1948-1949, a cura di G. Rizza, Istituto di Archeologia, Catania, 1949.
- La grande scultura greca nell'Italia meridionale e in Sicilia, Catania, 1960.
- Dedalo e le origini della scultura greca, Catania, 1963.
- Il Santuario sull'acropoli di Gortina, 2 voll., Catania, 1968.
- Antichità cretesi. Studi in onore di Doro Levi (a cura di Giovanni Pugliese Carratelli e Giovanni Rizza), 2 voll., Istituto di Archeologia, Catania, 1978.
- Le arti figurative dalle origini al V secolo a.C., Catania, 1985.
- Dionigi ad Iasos. Un modello micrasiatico per l'Epipole di Siracusa, Catania, 1987.
- Mandra di Gipari: una officina protoarcaica di vasai nel territorio di Priniàs (con D. Palermo e F. Tomasello), Istituto di Archeologia-CNR, Catania, 1992.
- I Greci in Occidente, Venezia, 1996.
- Priniàs I. La città arcaica sulla Patela. Scavi condotti negli anni 1969-2000, Collana, ”Studi e Materiali di archeologia greca“, Catania, 2008.